# Файфура Сергій Григорович
Сергій Григорович Файфура (13 квітня 1965, Сивороги, Дунаєвецький район Хмельницька область) — український телеведучий, режисер, співак. 

## Життєпис
Закінчив Московський театральний інститут і Ленінградський інститут театру, музики і кінематографії. На початку 2000-х років був основним ведучим (крім нього, ще ведучими були: актор Вадим Самбор та актриса Ганна Лев) телепрограми «Кухонні пристрасті». Ця кулінарна телепередача виходила у прямому ефірі на телеканалі «TV-Табачук». У 2019 році знявся у фільмі «Тільки диво».
|  | Вишневий цвіт, як білий сніг ліг на поріг, Хурделить ніжністю пелюсток поміж вік, Земля воскресла, я вдивляюся на схід, А за вікном в кровавих чоботях — сусід! |

## Автор пісень
- «Бандера»[9]
- «Бандера 2»[10]
- «Дайте волю Надії»[11]
- «Батько»[12]
- «Руський Іван»[13]
- «Скотиняки»[14]
- «Нові граблі»[15]
- «Вован-дурачьок»[16]
- «SMS»[17]
- «КАРПАТИ-ПАТІ»[18]
- «Барон фон дер Пут»[19]
- «Жуки»[20]
- «Комбат»[21]
- «ДОЛЯ»[22]
- «Засланці»[23]
- «Транш»[24]
- «CRAZY VATA»[25]
- «БЛАГОДАТЬ НЕБЕС — ЗВЕРНЕННЯ ДО УКРАЇНЦІВ»[26]
- «Мордаста Рада»[27]